# UDP-2,3-ジアセトアミド-2,3-ジデオキシグルクロン酸 2-エピメラーゼ
UDP-2,3-ジアセトアミド-2,3-ジデオキシグルクロン酸 2-エピメラーゼ(UDP-2,3-diacetamido-2,3-dideoxyglucuronic acid 2-epimerase、EC 5.1.3.23)は、以下の化学反応を触媒する酵素である。
UDP-2,3-ジアセトアミド-2,3-ジデオキシ-α-D-グルクロン酸{\displaystyle \rightleftharpoons }UDP-2,3-ジアセトアミド-2,3-ジデオキシ-α-D-マンヌロン酸
従って、この酵素の基質はUDP-2,3-ジアセトアミド-2,3-ジデオキシグルクロン酸のみ、生成物はUDP-2,3-ジアセトアミド-2,3-ジデオキシマンヌロン酸のみである。
系統名は、2,3-ジアセトアミド-2,3-ジデオキシ-α-D-グルクロン酸 2-エピメラーゼ(2,3-diacetamido-2,3-dideoxy-alpha-D-glucuronate 2-epimerase)である。UDP-GlcNAc3NAcA 2-エピメラーゼ、UDP-α-D-GlcNAc3NAcA 2-エピメラーゼ、2,3-ジアセトアミド-2,3-ジデオキシ-α-D-グルクロン酸 2-エピメラーゼ, WbpI, WlbD等とも呼ばれる。
この酵素は異性化酵素、特に炭水化物及びその誘導体に作用するラセマーゼ、エピメラーゼに分類される。この酵素は、UDP-α-D-ManNAc3NAcAの生合成に関与している。